# Sinophasma pseudomirabile
Sinophasma pseudomirabile är en insektsart som beskrevs av Chen, P.C. och Sing Chi Chen 1996. Sinophasma pseudomirabile ingår i släktet Sinophasma och familjen Diapheromeridae. Inga underarter finns listade i Catalogue of Life.